# Массовое убийство в детском центре Таиланда
Массовое убийство в детском центре Таиланда — массовое убийство, произошедшее 6 октября 2022 года в провинции Нонг-Буа-Лампху в Таиланде. Местный житель Панья Хамраб убил не менее 38 человек в детском центре, расположенном в районе Утай Саван округа На Кланг. Расстрел стал самым смертоносным в истории Таиланда, превзойдя по числу жертв стрельбу в Накхонратчасиме в 2020 году.

## Стрельба
Стрельба произошла в 12:50 по местному времени в детском центре вскоре после обеда. Вооружившись пистолетом и ножом, Хамраб напал на четверых или пятерых сотрудников центра. Среди них была учительница на восьмом месяце беременности. По меньшей мере 38 человек были убиты, в том числе не менее 24 детей, самому младшему из которых было два года. Ещё 12 человек получили ранения. На момент обстрела в помещении находилось 30 детей. После нападения Хамраб скрылся с места происшествия на белом пикапе Vigo, вернулся домой, затем застрелил свою жену и троих детей, прежде чем покончить с собой. Сотрудник полиции сообщил, что, выходя из учреждения, Хамраб стрелял в прохожих.

## Преступник
Преступник был идентифицирован как 34-летний Панья Хамраб, бывший сотрудник полиции в полицейском участке в районе Наванг. Он был наркоманом и был уволен в 2021 году после судебного разбирательства. Незадолго до стрельбы Хамраб присутствовал на судебном заседании по делу о преступлениях, связанных с наркотиками.